# Josef Baják
Josef Baják (20. února 1906 Přerov – 3. prosince 1980 Přerov) byl český sochař a medailér.

## Život
Narodil se do rodiny železničního zřízence, později strojvůdce Josefa Bajáka jako předposlední z pěti dětí. Už v mládí se v něm projevoval výtvarný talent, rád kreslil. První odborné znalosti se naučil v sochařských dílnách v Čechách i na Moravě. V letech 1920–1928 pracoval jako pomocník v dílnách přerovského sochaře Františka Mádleho. Základy sochařského řemesla posléze získal studiem na sochařské a kamenické škole v Hořicích. Zde se seznámil především s technickou stránkou tohoto oboru.
V letech 1931–1934 dále studoval obor portrétista a medailér na Akademii výtvarných umění v Praze u profesora Otakara Španihela. Po studiích v roce 1934 se vrátil zpět do Přerova, kde již zůstal a tvořil po zbytek života. Na dlouhou dobu zde byl jediným sochařem.

## Charakteristika tvorby
V počátcích jeho tvorby mu bylo inspirací ženské tělo. Řadu let se například zabýval námětem „Leda s labutí“. Zhotovil mnoho ženských a dívčích torz a postav. V aktech, ale i portrétech vycházel z realistického až citově zabarveného sochařského projevu. Význačnou část jeho tvorby představují právě portréty. Portrétované osoby neztvárňoval pouze povrchně, ale snažil se o jejich oduševnění. Jeho portrétní díla se vyznačují jednoduchou formou s maximální výrazovou potencí. Počítal s individuálními zvláštnostmi každé tváře. Důležité pro něj bylo pochopení nitra zobrazovaného člověka. Za svůj život vytvořil rozsáhlou galerii „hlav“, mezi nimiž jsou vědci, umělci, spisovatelé, ale i neznámé osoby.

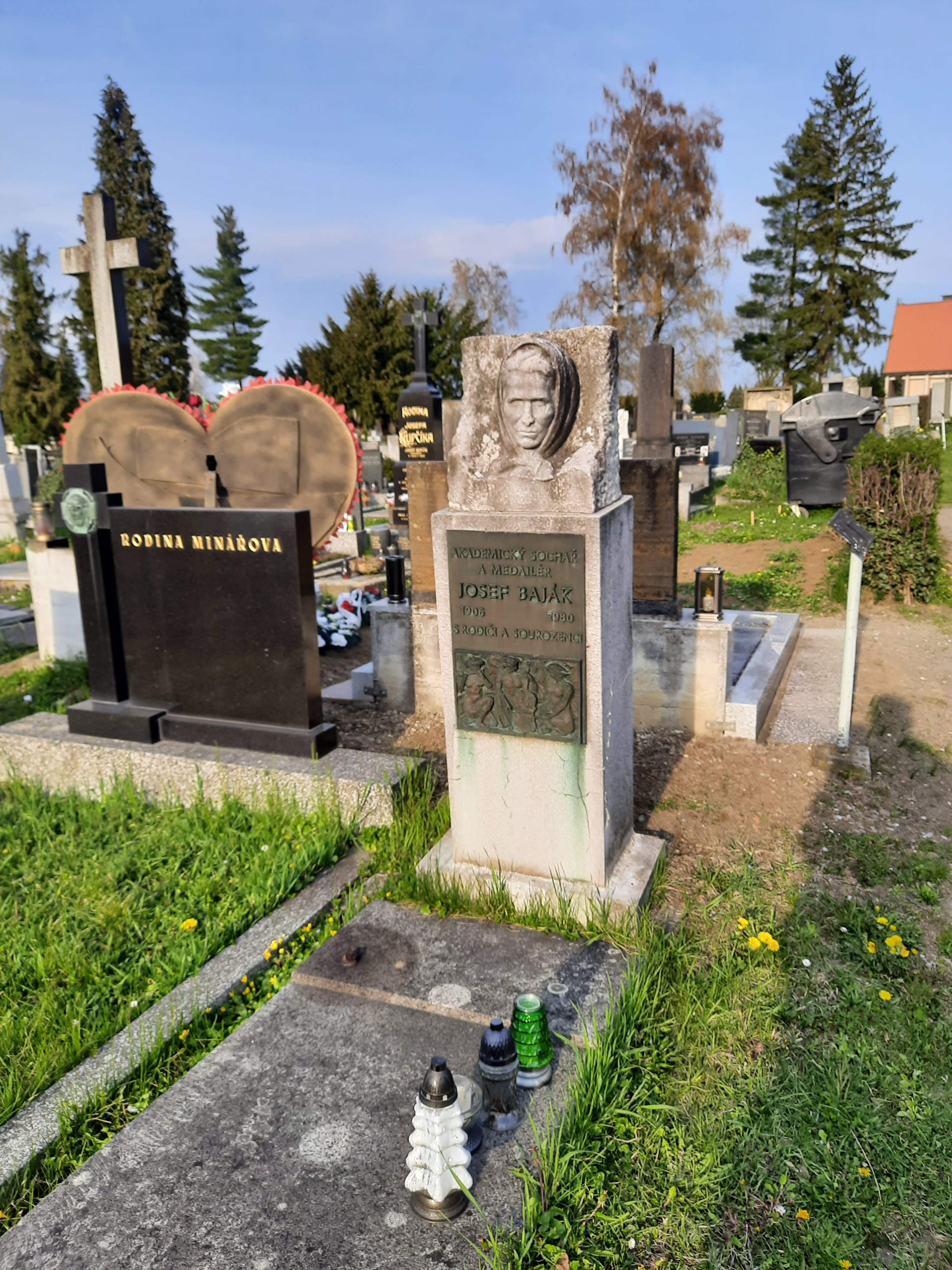
Rodinný hrob na hřbitově v Přerově

Pro své rodné město Přerov vytvořil desítky plastik, pamětních desek, plaket a medailí. Jeho díla se nachází přímo v ulicích města, na místním hřbitově nebo uložena, popřípadě vystavena v muzeu J. A. Komenského.
Podstatná je rovněž jeho medailérská tvorba, v níž dosáhl zvláště vysoké úrovně. Jeho medaile jsou uloženy ve sbírkách galerií nejen v Česku, ale i po celém světě. Mezi jeho nejlepší práce v tomto oboru patří například medaile Jana Amose Komenského, která je současně ztvárněním nejvyššího přerovského ocenění – Cena města Přerova. Toto ocenění je udělováno výjimečným osobnostem, jež dosáhly vynikajících výsledků v různých oblastech činnosti, např. v hudbě, výtvarném umění, literární činnosti, vzdělávání apod., a přispěly k šíření dobrého jména města Přerova.
Za svůj život vystavoval jak na domácí (Praha, Brno, Přerov), tak i evropské výtvarné scéně (Paříž, Wroclaw, Schwerin, Bad Elster). Stal se členem Sdružení výtvarných umělců moravských.
Tvorba Josefa Bajáka vyplývá ze života, je realistická, ale nikoli popisná. Odráží skutečnost a citovost svého tvůrce. Své práci sochaře se věnoval až do své smrti. Zemřel 3. prosince 1980. Pohřben je na městském hřbitově v Přerově.

## Výběr děl vytvořených pro město Přerov
- Medaile J. A. Komenského, oboustranná, ražená v Kremnici
- Medaile 20. let přerovského povstání, oboustranná plaketa, bronz, ražená v Kremnici
- Pamětní deska hudebního skladatele J. Čapka Drahlovského, bronz 1936, Jateční ulice, Přerov
- Pamětní deska dr. V. Skaláka, bronz, 1947, Riegrova ulice, Přerov
- Znak města Přerova, kámen, 1955, ZDŽ Jeremenkova ulice, Přerov
- Portrét Boženy Němcové str. 7 celá

### Práce v muzeu J. A. Komenského
- Poprsí Přemysla Otakara II., pat. Sádra
- Poprsí Viléma z Pernštějna, pat. Sádra
- Poprsí J. A. Komenského, pat. Sádra
- Poprsí J. Blahoslava, pat. Sádra
- Poprsí Karla Staršího ze Žerotína, pat. Sádra

### Díla na Přerovském hřbitově
- Hlava matky, mramor
- Konec cesty, drobná plastika, bronz
- Ruka muže držícího trnovou korunu, bronz